# 芙蓉蛋
芙蓉蛋（ふようたん、中国語: 芙蓉蛋; 拼音: fúróng dàn; 粤拼: fu4 jung4 daan6*2北京語：フーロンダン、広東語：フーユンダン、英語: Egg foo young、ラテン文字ではegg foo yungやegg foo yong、egg fu yungと表記されることもある）は、中華料理のひとつで、中華風のオムレツである。
芙蓉蛋という料理名は広東語に由来しているが、調理法は上海料理に由来していると考えられている。

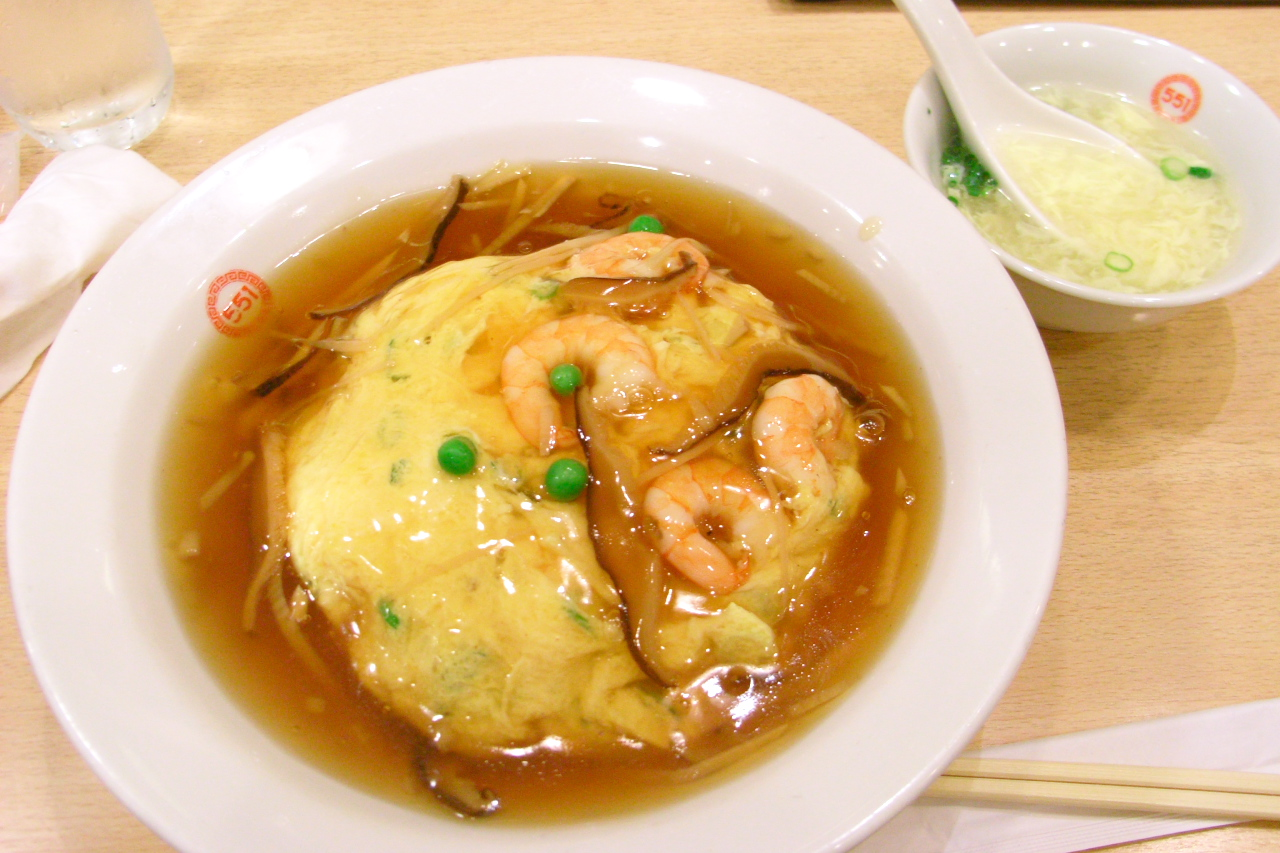
日本の中華風料理、天津飯（芙蓉蝦を使用）

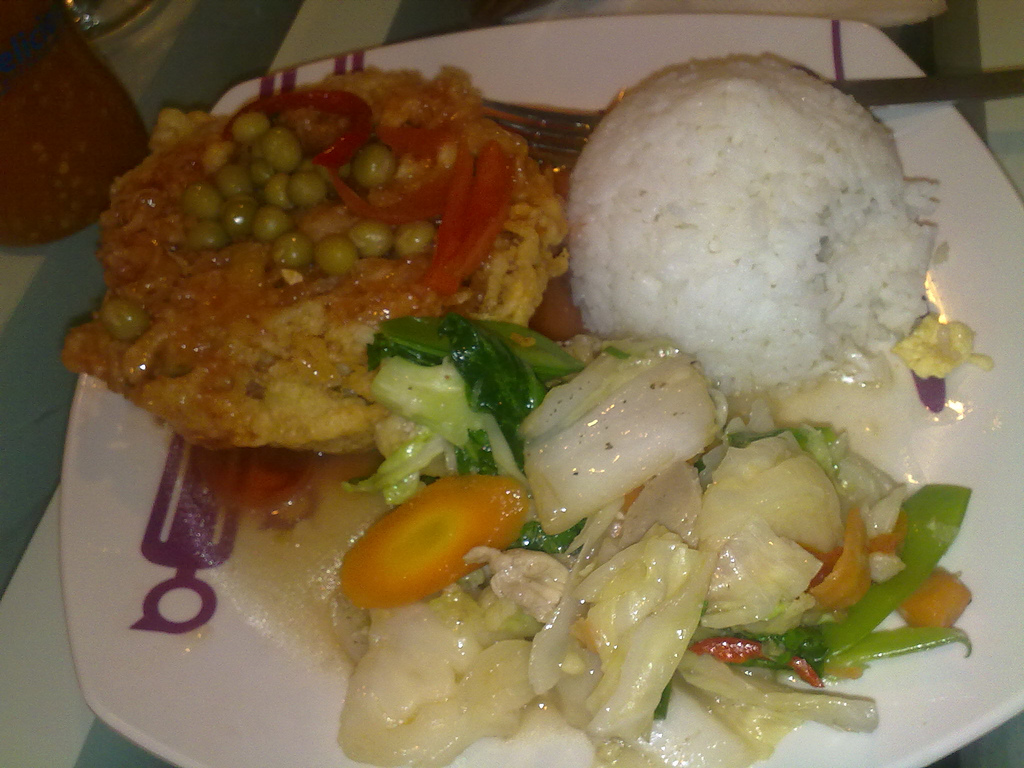
インドネシア風中華料理のフーユンハイ、チャプチャイとご飯のセット

## 概要
溶き卵にひき肉、エビ、カニ、叉焼、金華ハムなどを混ぜて焼き上げる。この他に、モヤシやタケノコ、キャベツ、玉ねぎ、きのこ類、クワイなどを食材として用いることがある。
日本でポピュラーな中華料理で、かに玉もしくは芙蓉蟹（ふようはい）と呼ばれる。通常は蟹肉を用いるが、より安価なかに風味かまぼこなども用いられることがある。また、芙蓉蛋から派生した料理として天津飯がある。
インドネシア中華料理にも芙蓉蟹があり、現地ではフーユンハイ（インドネシア語: fu yung hai / pu yung hai）と呼ばれている。フーユンハイの中身には通常人参、モヤシ、キャベツ、カニ肉（もしくは代用としてのエビ、鶏挽肉）を用いる。フーユンハイは糖酢醤をかけてグリーンピースを散らして供される。
オランダでもフーヨンハイ（Foe Yong Hai）と呼ばれ、甘いトマトソースをかけて供される。
イギリスの中華料理では、芙蓉蛋は食材を卵に混ぜ込んで堅焼きにしたオムレツであり、ソースもしくはグレービーとともに供される。
アメリカ風中華料理では、少なくとも1930年代に芙蓉蛋が取り入れられ、卵、野菜、肉もしくは魚介類を混ぜ込んだパンケーキ状の料理が生み出された。また、アメリカ合衆国の地方独自の芙蓉蛋として、ミズーリ州のセントルイスにセントポール・サンドウィッチがある。これは芙蓉蛋にマヨネーズ、イノンドのピクルス、レタスやトマトをパンに挟んだ料理である。

## 類似の中華風オムレツ料理
マレーシア料理には、テルル・ブンクス（telur bungkus）と呼ばれる芙蓉蛋に似た料理がある。この料理は字義通りには「卵包み」を意味し、鶏肉もしくは牛肉、玉ねぎ、マッシュルーム、野菜の味付けしたものを薄焼き卵で包んだ料理である。
タイにはタイ風中華料理として、カイヤッサイと呼ばれる料理がある。この料理は字義通りには「詰め物をした卵炒め」を意味する。一般的な調理法では豚挽肉と玉ねぎのみじん切りを用いる。
ベトナム料理のチュン・ハプ（trứng hấp・𠨡吸）は芙蓉蛋に似た料理である。
韓国の中華料理のチャジャン・ポックンパ（ラテン文字表記: jjajang bokkeumbap、朝鮮語: 자장 볶음밥）は芙蓉蛋に似た料理である。チャジャン・ポックンパはチャジャン（炸醬）ソースと白米を炒め、上から炒めた卵をのせる、もしくはオムレツをのせた料理である。